# Ana Nahum
Ana Nahum (Montevideo, 31 de octubre de 1969 - Ib., 9 de enero de 2015) fue una periodista, escritora y presentadora uruguaya. 

## Biografía
Hija del escritor Benjamín Nahum. Se graduó de licenciada en comunicaciones, trabajo en la radio Océano FM en 1992, trabajó en Canal 4 en 1994 y desde 2009 fue conductora de programa televisivo Hola Vecinos en Canal 10, Uruguay.
Escribió un libro sobre historia y análisis del rol de las mujeres en la política uruguaya llamado "Mujeres y política"; el libro recoge el testimonio de tres mujeres líderes uruguayas: Beatriz Argimón, Glenda Rondan y Mónica Xavier.
Contrajo matrimonio y fue madre de Sebastián y Joaquín. Fue destacada como mujer del año en 2011.
Se considera que Ana Nahum fue la única comunicadora de la televisión uruguaya en permanecer varios años como figura en las mañanas, habiendo pasado por todos los canales de la televisión abierta.
Falleció el 9 de enero de 2015 a los 45 años. Sus restos descansan en el cementerio Los Fresnos de Carrasco.

## Televisión
- 1994 - 1997, Muy Buenos Días,  Canal 4
- 1998 - 2000, Hola Gente, Canal 12
- 2001 - 2003, Tveo a Diario y Tveo Informa, Canal 5
- 2004 - 2007, Con Mucho Gusto, Canal 10
- 2004, El Sentido del Sexo, Canal 10
- 2008 - 2009, La Mañana, Canal 5
- 2010 - 2014, Hola vecinos, Canal 10

## Obra literaria
- 2014, Mujeres y política (ISBN 9789974108721)